# Gambier (Ohio)
Gambier es una villa ubicada en el condado de Knox en el estado estadounidense de Ohio. En el Censo de 2010 tenía una población de 2391 habitantes y una densidad poblacional de 986,29 personas por km².

## Geografía
Gambier se encuentra ubicada en las coordenadas 40°22′34″N 82°23′41″O / 40.37611, -82.39472. Según la Oficina del Censo de los Estados Unidos, Gambier tiene una superficie total de 2.42 km², de la cual 2.42 km² corresponden a tierra firme y (0.11%) 0 km² es agua.

## Demografía
Según el censo de 2010, había 2391 personas residiendo en Gambier. La densidad de población era de 986,29 hab./km². De los 2391 habitantes, Gambier estaba compuesto por el 90.55% blancos, el 2.8% eran afroamericanos, el 0.21% eran amerindios, el 1.97% eran asiáticos, el 0% eran isleños del Pacífico, el 0.79% eran de otras razas y el 3.68% pertenecían a dos o más razas. Del total de la población el 2.8% eran hispanos o latinos de cualquier raza.